# Самолёты серии X

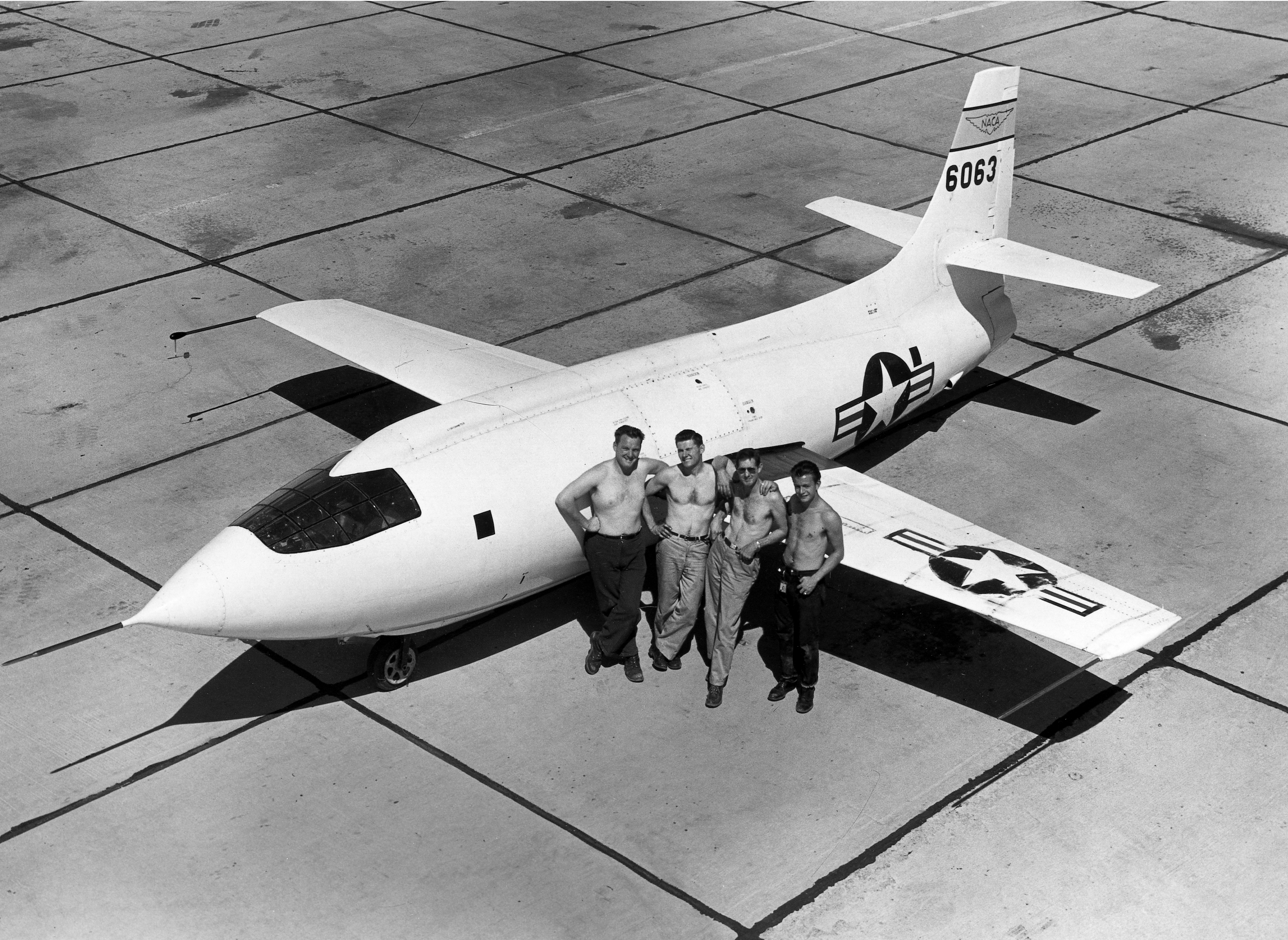
Bell X-1 — первый самолёт, преодолевший звуковой барьер

X-самолёты (от аббр. «X» — Experimental — «экспериментальный») — это серия исследовательских программ США, относящихся к летательным аппаратам, построенным на разных принципах полёта. Несмотря на разнообразие (от планёра до космического самолёта, от автожира, как замена парашюту, до беспилотных летательных аппаратов, от электрических до прямоточных двигателей, от прототипов, пошедших в серию, до чисто «бумажного» проекта) все проекты проводились под эгидой Национального консультативного комитета по воздухоплаванию, преобразованного в 1958 году в НАСА.
Впервые использование буквы X для обозначения экспериментальных программ было закреплено в 1924 году Авиационной службой Армии США (United States Army Air Service, USAAS). 18 сентября 1947 года в рамках модернизации системы буквенных обозначений авиационных программ США X-программы сохранили самостоятельный статус. 18 сентября 1962 года была принята совместная система включившая самолёты ВВС, ВМФ, Корпуса морской пехоты, Береговой охраны и Армии США. В рамках реформы 1962 года были обнулены обозначения в большинстве авиационных программ, однако нумерация X-программ сохранила свою последовательность. 1 января 1967 в рамках соглашения между Армией США и ВВС были перераспределены ответственности за транспортную авиацию и вертолётостроение, что нашло отражение с системе буквенных обозначений, которые не затронули букву X.
Право присвоения индекса X и соответствующего номера той или иной программе принадлежит ВВС, а так как в большинстве случаев эти программы являлись секретными (детали некоторых из программ не раскрыты и через несколько десятилетий после завершения), это иногда приводило к рассогласованию нумерации среди инициаторов исследований и ВВС. К примеру, НАСА начиная программу X-38, первоначально использовало индекс X-35, не зная, что ВВС уже зарезервировало этот индекс за программой испытания прототипа по программе Joint Strike Fighter, будущий F-35.
В соответствии с Joint Service System for U.S. Air Force, U.S. Navy, Marine Corps, Coast Guard, and Army (JSS) буква X может использоваться в двух вариантах. Первый: самостоятельный индекс, относящийся к экспериментальной разработке. Второй: префикс, добавляемый к основному индексу существующего или разрабатываемого проекта. Примером использования префикса может служить Kratos XQ-58 Valkyrie: основной индекс Q является индексом для дронов, X — экспериментальная модель, 58 — порядковый номер в соответствии с JSS. Индекс экспериментальной программы X-58 был пропущен для использования в XQ-58.

## Список самолётов серии X
| Изображение | Модель              | Разработчик                      | Заказчик            | Период испытаний (разработки для не летавших) кол-во полётов                                          | Темы исследований | Комментарии |
| ----------- | ------------------- | -------------------------------- | ------------------- | --- | --- | --- |
|             | X-1                 | Bell                             | ВВС, NACA           | 25 января 1946 — 23 октября 1951 157 полётов                                                          | Исследование проблем сверхзвукового полёта | Первый самолёт, преодолевший звуковой барьер |
|             | X-1A X-1B X-1C X-1D | Bell                             | ВВС, NACA           | 24 июля 1951 — 23 января 1958 54 полётов                                                              | Исследование проблем сверхзвукового полёта | |
|             | X-1E                | Bell                             | ВВС, NACA           | 12 декабря 1955 — 6 November 1958 26 полётов                                                          | Исследование проблем сверхзвукового полёта | |
|             | X-2                 | Bell                             | ВВС                 | 27 июня 1952 — 27 сентября 1956 20 полётов                                                            | Исследование проблем сверхзвукового полёта и использования высокопрочных стальных сплавов в конструкции самолёта | Первый самолёт преодолевший 3 М (три скорости звука) |
|             | X-3 Stiletto        | Douglas                          | ВВС, NACA           | 20 октябрь 1952 — 23 май 1956 51 полёт                                                                | Исследование скоростного полёта с крылом малого удлинения, исследование покрышек для высоких скоростей посадки | |
|             | X-4 Bantam          | Northrop                         | ВВС, NACA           | 16 декабря 1948 — 29 сентябрь 1953 102 полёта                                                         | Исследование схемы «бесхвостка» на околозвуковых скоростях | Первый летательный аппарат серии X, созданный не для сверхзвуковых скоростей |
|             | X-5                 | Bell                             | ВВС, NACA           | 20 июня 1951 — 25 октября 1955 149 полётов                                                            | Исследование крыла изменяемой стреловидности | Первый самолёт, совершивший полёт с изменением стреловидности крыла |
|             | X-6                 | Convair                          | ВВС, AEC            | - | Исследование возможности использования ядерной энергетической установки на борту самолёта | Программа была закрыта до окончания строительства двух прототипов Convair NB-36H. Несмотря на закрытие программы X-6, испытания одного прототипа проходили с 17 сентября 1955 года по март 1957 года.                                                             |
|             | X-7                 | Lockheed                         | ВВС, USA, ВМС       | 26 апреля 1951 — 20 июля 1960 130 полётов                                                             | Исследование прямоточных воздушно-реактивных двигателей, различные топливные добавки и экзотические топливные смеси, такие как борсодержащие пропелленты | |
|             | X-8                 | Aerojet                          | NACA, ВВС, ВМС      | 24 апрель 1947 — неизвестно 107 полётов                                                               | Геофизическая и метеорологическая ракета, использовавшаяся для исследования различных слоёв атмосферы, метеорологических и физических экспериментов | |
|             | X-9 Shrike          | Bell                             | ВВС                 | 28 апреля 1949 — 23 января 1953 28 полётов                                                            | Исследования проблем ракет «воздух—поверхность» | |
|             | X-10                | North American                   | ВВС                 | 14 октября 1953 — 26 января 1959 27 полётов                                                           | Исследования перспективных технологий крылатых ракет | |
|             | X-11                | Convair                          | ВВС                 | не летал                                                                                              | Стенд для отработки технологий в рамках разработки межконтинентальной ракеты-носителя SM-65 Atlas | работы были прекращены из-за изменения технического задания на ракету-носитель SM-65 Atlas |
|             | X-12                | Convair                          | ВВС                 | не летал                                                                                              | Стенд для отработки технологий в рамках разработки межконтинентальной ракеты-носителя SM-65 Atlas | |
|             | X-13 Vertijet       | Ryan                             | ВВС, ВМС            | 10 декабря 1955 — 30 июля 1957                                                                        | Исследования возможности создания чисто реактивного истребителя вертикального взлёта и посадка (VTOL) | |
|             | X-14                | Bell                             | ВВС, NASA           | 17 февраля 1957 — 29 мая 1981                                                                         | Исследования возможности создания самолёта вертикального взлёта и посадка с единой энергетической установкой | После основной исследовательской программы, использовался для обучения пилотов навыкам пилотирования экспериментальных самолётов вертикального взлёта и посадки других поколений                                                                                  |
|             | X-15                | North American                   | ВВС, NASA           | 08 июня 1959 — 24 октября 1968 177 полётов                                                            | Исследования гиперзвукового (5+ Маха) режима полёта, отработка технологий конструкционных материалов, силовых установок и др. | Первый самолёт достигший космического пространства |
|             | X-15A-2             | North American                   | ВВС, NASA           | 25 июня 1964 — 23 октября 1967 22 полёта                                                              | Исследования гиперзвукового (5+ Маха) режима полёта, отработка технологий конструкционных материалов, силовых установок и др. | Первый самолёт, достигший скорости 6,7 Маха |
|             | X-16                | Bell                             | ВВС                 | не летал                                                                                              | Разработка высотного самолёта-разведчика дальнего действия | Программа была закрыта на этапе более 80% готовности, после успеха самолёта-разведчика Lockheed U-2 |
|             | X-17                | Lockheed                         | ВВС, ВМС            | 17 апреля 1956 — 22 августа 1957 34 полёта                                                            | Исследования полёта на скоростях более 15 Махов, получение характеристик возвращаемой части про входе в атмосферу | |
|             | X-18                | Hiller                           | ВВС, ВМС            | 20 ноября 1959 — July 1961 20 полётов                                                                 | Исследование самолёта по схеме конвертоплан | |
|             | X-19                | Curtiss-Wright                   | ВВС, ВМС, Армия     | 20 ноября 1963 — 25 августа 1965 50 полётов                                                           | Исследование самолёта по схеме тандемный конвертоплан | |
|             | X-20 Dyna-Soar      | Boeing                           | ВВС                 | не летал                                                                                              | Исследования по программе орбитального самолёта | |
|             | X-21A               | Northrop                         | ВВС                 | 18 апреля 1963 — 1964                                                                                 | Исследования пограничного слоя на большом самолете и технологий управления пограничным слоем | |
|             | X-22                | Bell                             | Tri-service         | 17 марта 1966 — 1988 более 500 полётов                                                                | Исследования динамики полёта конвертоплана тандемной схемы | |
|             | X-23 PRIME          | Martin Marietta                  | ВВС                 | 21 December 1966 — 19 April 1967 3 полёта                                                             | Исследование проблем входа в атмосферу, тепловой защиты и маневрирования при возвращении из космоса | |
|             | X-24A               | Martin Marietta                  | ВВС, NASA           | 17 April 1969 — 4 June 1971 28 полётов                                                                | Исследования возможности безопасного маневрирования и посадки на аппарате с низким аэродинамическим качеством после его возвращения из космоса | |
|             | X-24B               | Martin Marietta                  | ВВС, NASA           | 1 August 1973 — 9 September 1975 36 полётов                                                           | Исследования возможности безопасного маневрирования и посадки на аппарате с низким аэродинамическим качеством после его возвращения из космоса | |
|             | X-25                | Bensen                           | ВВС                 | 5 июня 1968 — 1968                                                                                    | Исследования возможности использовать автожир для аварийного спасения экипажа самолёта | |
|             | X-26 Frigate        | Schweizer                        | DARPA, Армия, ВМС   | 3 июля 1962 — 1973                                                                                    | Учебный планёр для обучения пилотов ВМФ | На основе планера была разработана разведывательная модель |
|             | X-27                | Lockheed                         | None                | не летал                                                                                              | Работы в рамках развития Lockheed F-104 Starfighter | |
|             | X-28 Sea Skimmer    | Osprey                           | ВМС                 | 12 августа 1970 — 22 октября 1971                                                                     | Лёгкий гидросамолёт для выполнения полицейских функций в Юго-Восточной Азии | |
|             | X-29                | Grumman                          | DARPA, ВВС, NASA    | 14 декабря 1984 — 30 сентября 1991 437 полётов                                                        | Исследования динамики полёта самолёта с обратной стреловидностью крыла | |
|             | X-30 NASP           | Rockwell                         | NASA, DARPA, ВВС    | не летал                                                                                              | Исследования одноступенчатого космического корабля (космического самолёта), который мог бы взлетать и приземляться по самолётному, и выходить на орбиту | |
|             | X-31                | Rockwell-MBB                     | DARPA, ВВС, BdV     | 11 октября 1990 — 3 мая 1995 более 580 полётов 24 февраля 2001 — неизвестно                           | Исследования полёта при критических углах атаки | |
|             | X-32A               | Boeing                           | ВВС, ВМС, USMC, RAF | 18 сентября 2000 более 66                                                                             | Испытания прототипа по программе Joint Strike Fighter | |
|             | X-32B               | Boeing                           | ВВС, ВМС, RAF       | 7 марта 2001 более 78                                                                                 | Испытания прототипа по программе Joint Strike Fighter | |
|             | X-33                | Lockheed Martin                  | NASA                | не летал                                                                                              | Прототип, суборбитальный демонстратор, разрабатывавшийся в рамках программы VentureStar | Программа была закрыта, когда прототип имел уровень готовности более 75% |
|             | X-34                | Orbital Sciences                 | NASA                | ? — 31 марта 2001 не летал (совершено несколько полётов массогабаритного макета на самолёте-носителе) | Испытательный стенд для демонстрации технологий для многоразовых космических аппаратов | |
|             | X-35A               | Lockheed Martin                  | ВВС, ВМС, USMC, RAF | 24 октября 2000 — ? более 27 полётов                                                                  | Испытания прототипа (горизонтальный взлёт и посадка) по программе Joint Strike Fighter | |
|             | X-35B               | Lockheed Martin                  | ВВС, ВМС, USMC, RAF | 24 июня 2001 — ? более 39 полётов                                                                     | Испытания прототипа (укороченный и вертикальный взлёт и посадка) по программе Joint Strike Fighter | |
|             | X-35C               | Lockheed Martin                  | ВВС, ВМС, USMC, RAF | 16 декабря 2000 — ? более 73 полётов                                                                  | Испытания прототипа (модификация для ВМС) по программе Joint Strike Fighter | |
|             | X-36                | McDonnell Douglas                | NASA                | 17 May 1997 — 24 September 1997 25 полётов                                                            | Исследования концепции планёра, лишённого вертикального стабилизатора | |
|             | X-37A               | Boeing                           | ВВС, USSF, NASA     | 7 апреля 2006 — 26 сентября 2006 3 полёта                                                             | Отработка автоматической посадки беспилотного многоразового воздушно-космического летательныого аппарата | |
|             | X-37B               | Boeing                           | ВВС, USSF, NASA     | 22 апреля 2010 — настоящее время 6 полётов                                                            | Автоматический многоразовый воздушно-космический летательный аппарат | |
|             | X-38                | Scaled Composites                | NASA                | 12 марта 1998 — 13 декабря 2001 8 полётов                                                             | Демонстратор орбитального самолёта — спасательной шлюпки для МКС | |
|             | X-39                | нет информации                   | ВВС                 | не летал                                                                                              | Исследования прорывных авиационных технологий (конструкция, материалы, системы управления и тд) на маломасштабных беспилотных летательных аппаратах | Индекс X-39 был зарезервирован 23 апреля 1997 года для программы Future Aircraft Technology Enhancements Исследовательской лаборатории ВВС). Однако официального письменного запроса о выделении X-39 не поступало; X-39 так и остался официально не назначенным. |
|             | X-40A               | Boeing                           | ВВС, NASA           | 11 августа 1998 — 18 мая 2001 8 полётов                                                               | Масштабный прототип X-37B для отработки посадки на ВПП | |
|             | X-41                | нет информации                   | ВВС                 | нет информации                                                                                        | Исследования технологий маневрирующей боеголовки | |
|             | X-42                | нет информации                   | ВВС                 | нет информации                                                                                        | Засекреченная программа по исследованиям в области ракетной техники на жидком топливе. Предполагается, что это разгонный блок, позволяющий вывести на низкую околоземную орбиту полезную нагрузку массой от 2000 до 4000 фунтов. Данные по программе (включая изображения) не публиковались | |
|             | X-43 Hyper-X        | Micro-Craft                      | NASA                | 2 июня 2001 — 16 ноября 2004 3 полёта                                                                 | Исследования проблем полёта на гиперзвуковых скоростях | установлен рекорд скорости 9,6 Маха |
|             | X-44 MANTA          | Lockheed Martin                  | ВВС, NASA           | не летал                                                                                              | Исследования высокопроизводительных, самолетов низкой заметности и высокой аэродинамической эффективностью | |
|             | X-44A               | Lockheed Martin                  | ВВС, NASA           | 2001 — ?                                                                                              | демонстратор технологии беспилотного летательного аппарата yизкой заметности и высокой аэродинамической эффективностью | |
|             | X-45                | Boeing                           | DARPA, ВВС          | 22 мая 2002 — 1 февраля 2005 50 полётов                                                               | Демонстратор технологий ударных беспилотников | |
|             | X-46                | Boeing                           | DARPA, ВМС          | не летал                                                                                              | Беспилотный летательный аппарат для ВМФ | |
|             | X-47A Pegasus       | Northrop Grumman                 | DARPA, ВМС          | 24 февраля 2003 — ?                                                                                   | Беспилотный летательный аппарат способный применяться с палубы авианосца | Naval use. |
|             | X-47B               | Northrop Grumman                 | DARPA, ВМС          | 4 февраля 2011 — ?                                                                                    | Беспилотный летательный аппарат способный применяться с палубы авианосца | 14 мая 2013 года впервые совершил взлёт с палубы авианосца; 10 июля 2013 года впервые совершил посадку на палубу. |
|             | X-47C               | Northrop Grumman                 | DARPA, ВМС          | не летал                                                                                              | Беспилотный летательный аппарат малой заметности способный применяться с палубы авианосца | |
|             | X-48                | Boeing                           | NASA                | 20 июля 2007 — ?                                                                                      | Испытание модели самолёта с корпусом «летающее крыло» | |
|             | X-49 SpeedHawk      | Piasecki                         | Армия               | 29 июня 2007 — ?                                                                                      | Проект скоростного вертолёта с толкающим винтом | |
|             | X-50 Dragonfly      | Boeing                           | DARPA               | 24 ноября 2003 — ?                                                                                    | Концепция летательного аппарата с несущим винтом, в полёте занимающим положение неподвижного крыла | |
|             | X-51 Waverider      | Boeing                           | ВВС                 | 24 ноября 2003 — ?                                                                                    | Разработка гиперзвуковой крылатой ракеты | |
| —           | X-52                | —                                | —                   | Индекс не использовался                                                                               | — | Обозначение X-52A было запрошено в 2006 году для программы испытаний технологии активного аэроупругого крыла, но было отклонено из-за возможной путаницы с серией Boeing B-52 Stratofortress. Программе было присвоено обозначение Х-53А                          |
|             | X-53                | Boeing                           | NASA, ВВС           | 15 ноября 2002 — ?                                                                                    | Исследование технологии активного аэроупругого крыла | |
|             | X-54                | Gulfstream                       | NASA                | не летал                                                                                              | Разработка сверхзвукового транспортного самолёта in development. | |
|             | X-55                | Lockheed Martin                  | ВВС                 | 2 июня 2009 — ?                                                                                       | Транспортный самолёт с высоким содержанием композитных материалов | |
|             | X-56                | Lockheed Martin                  | ВВС/NASA            | 2 июня 2009 — ?                                                                                       | Модульный беспилотный летательный аппарат, предназначенный для изучения технологий полета беспилотника на большой высоте | |
|             | X-57 Maxwell        | ESAero/Tecnam                    | NASA                | 2016                                                                                                  | Экспериментальный самолёт для демонстрации технологий снижения расхода топлива, выбросов и шума | |
| —           | X-58                | —                                | —                   | — | — | Индекс X-58 был пропущен в связи с присвоением индекса XQ-58A программе Kratos Vakyrie (по заказу Исследовательской лаборатории ВВС). |
|             | X-59 QueSST         | Lockheed Martin                  | NASA                | 2018                                                                                                  | Исследования проблем малошумного сверхзвукового самолёта | |
|             | X-60                | Generation Orbit Launch Services | ВВС                 | 2018                                                                                                  | Одноступенчатая суборбитальная гиперзвуковая ракета воздушного базирования | |
|             | X-61 Gremlins       | Dynetics                         | ВВС                 | 2019                                                                                                  | Беспилотный разведывательный летательный аппарат | |
|             | X-62 VISTA          | Lockheed Martin/Calspan          | ВВС                 | 2021                                                                                                  | Сверхманевренный пилотируемый самолёт с системой изменения вектора тяги | Учебный самолёт для лётчиков-испытателей |

## Вымышленные самолёты в серии X
В фильмах, телесериалах и компьютерных играх упоминаются несуществующие в действительности X-самолёты, продолжая логику серии:
- в сериале Stargate — космические аппараты X-301, X-302 (космический истребитель, позднее F-302), X-303 (космический крейсер, позднее BC-303 «Прометей») и X-304 (космический крейсер, позднее BC-304)
- в фильме «Армагеддон» сверхсекретный космический шаттл назывался X-71
- фильм о путешествии в космос 1950 года Rocketship X-M был вдохновлён X-самолётами.